# Bejeweled (brano musicale)
Bejeweled è un brano musicale della cantante statunitense Taylor Swift, pubblicato il 25 ottobre 2022 e incluso nel decimo album in studio Midnights.

## Descrizione
Il 28 agosto 2022, Taylor Swift ha annunciato il suo decimo album in studio, Midnights, senza però rivelarne la lista delle tracce. A partire dal 21 settembre dello stesso anno, la cantante ha cominciato ad annunciare i titoli dei brani contenuti nel disco con una serie di video su TikTok intitolati Midnights Mayhem with Me. La serie, che consisteva in 13 episodi, prevedeva che una canzone venisse rivelata in ciascun episodio dopo che la cantante avesse estratto un numero casuale da un estrattore per la tombola contenente 13 palline numerate da 1 a 13. Durante il settimo episodio, pubblicato il 5 ottobre 2022, Taylor Swift ha annunciato il titolo della nona traccia dell'album, Bejeweled.
La canzone è stata descritta come un brano disco che parla di autostima e di saper riconoscere il proprio valore, con la cantante che nel testo invita il proprio interesse romantico a prestarle la dovuta attenzione prima che sia troppo tardi.

## Video musicale
Il video musicale, scritto e diretto dalla stessa Taylor Swift, è stato pubblicato su YouTube il 25 ottobre 2022 a mezzanotte (secondo il fuso orario della costa orientale degli Stati Uniti d'America). Per ammissione della stessa cantante, il video contiene molti easter egg che fanno riferimenti ai suoi album precedenti, soprattutto il suo terzo album in studio Speak Now del 2010, la cui versione riregistrata è indicata come prossima in ordine di pubblicazione, dopo Fearless (Taylor's Version) e Red (Taylor's Version).
Il video è ispirato alla fiaba di Cenerentola, con l'attrice statunitense Laura Dern nei panni della matrigna e il gruppo musicale Haim nei panni delle sorellastre. Il produttore principale dell'album nonché del brano, Jack Antonoff, veste invece i panni del principe azzurro e la showgirl Dita Von Teese interpreta una versione reinventata della fata madrina, in questo caso indicata nei titoli di coda come "fata dea". Il video contiene anche un breve cameo della truccatrice britannica Pat McGrath nei panni della regina, madre del principe azzurro. Ad oggi conta 89 milioni di visualizzazioni su Youtube.

## Classifiche
| Classifica (2022-23) | Posizione massima |
| -------------------- | ----------------- |
| Australia            | 7                 |
| Canada               | 7                 |
| Croazia              | 21                |
| Filippine            | 4                 |
| Francia              | 145               |
| Grecia               | 16                |
| Islanda              | 29                |
| Lituania             | 38                |
| Nuova Zelanda        | 9                 |
| Paraguay             | 133               |
| Portogallo           | 22                |
| Regno Unito          | 63                |
| Repubblica Ceca      | 38                |
| Singapore            | 8                 |
| Slovacchia           | 43                |
| Spagna               | 65                |
| Stati Uniti          | 6                 |
| Svezia               | 44                |
| Vietnam              | 19                |